# Lijst van voetbalinterlands Denemarken - Wit-Rusland
Deze lijst van voetbalinterlands is een overzicht van alle officiële voetbalwedstrijden tussen de nationale teams van Denemarken en Wit-Rusland. De landen speelden tot op heden twee keer tegen elkaar. De eerste ontmoeting, een kwalificatiewedstrijd voor het Europees kampioenschap voetbal 2000, werd gespeeld in Minsk op 5 september 1998. Het laatste duel, de returnwedstrijd in dezelfde kwalificatiereeks, vond plaats op 5 juni 1999 in Kopenhagen.

## Wedstrijden
| № | Plaats       | Datum            | Competitie           | Wedstrijd                | Uitslag |
| - | ------------ | ---------------- | -------------------- | ------------------------ | ------- |
| 1 | Minsk        | 5 september 1998 | EK 2000 kwalificatie | Wit-Rusland – Denemarken | 0 – 0   |
| 2 | Kopenhagen   | 5 juni 1999      | EK 2000 kwalificatie | Denemarken – Wit-Rusland | 1 – 0   |
| 3 | Zalaegerszeg | 9 oktober 2025   | WK 2026 kwalificatie | Wit-Rusland − Denemarken |         |

## Samenvatting
| Competitie      | Totaal gespeeld | Winst Denemarken | Gelijk | Winst Wit-Rusland | Doelsaldo Denemarken – Wit-Rusland |
| --------------- | --------------- | ---------------- | ------ | ----------------- | ---------------------------------- |
| EK-kwalificatie | 2               | 1                | 1      | 0                 | 1 − 0                              |
| Totaal          | 2               | 1                | 1      | 0                 | 1 − 0                              |

Wedstrijden bepaald door strafschoppen worden, in lijn met de FIFA, als een gelijkspel gerekend.

## Details

### Tweede ontmoeting
| EK 2000 kwalificatie (Kopenhagen, Denemarken, 5 juni 1999): |       |             |
| Denemarken                                                  | 1 – 0 | Wit-Rusland |
| Jan Heintze 22'                                             | goals |             |